# End of the Road (Thunderbirds)
End of the Road is, volgens de originele uitzending, de negende aflevering van Thunderbirds, de Supermarionationtelevisieserie van Gerry Anderson. De aflevering werd voor het eerst uitgezonden op ATV Midlands op 25 november 1965.
De aflevering was echter de 14e die geproduceerd werd. Derhalve wordt de aflevering tegenwoordig vaak als 14e aflevering in de serie uitgezonden.

## Verhaal
In een bergketen in Zuidoost-Azië is Eddy Houseman, medeoprichter van het wegconstructiebedrijf Gray & Houseman, met zijn team bezig een pad aan te leggen door de bergen. Met explosieven maken ze een kloof tussen twee bergen, waar straks een nieuwe weg door zal worden aangelegd. Wanneer Eddy en zijn assistenten Cheng en Taylor een kijkje gaan nemen, dwingt een steenlawine hen snel terug te keren.
Ondertussen, een stuk verderop, legt de hoofdmachine van het bedrijf de geasfalteerde weg aan over het stuk dat reeds vrij is gemaakt door Eddy en zijn team. Eddy wordt gefeliciteerd door zijn zakenpartner Bob Gray, die ervan overtuigd is ze de weg zeker op tijd afkrijgen. Haast is geboden want het regenseizoen breekt binnenkort aan. Eddy heeft zijn deel gedaan en besluit om eens een vakantie te nemen. Hij wil graag een oude vriendin opzoeken. Die vriendin is niemand minder dan Tin-Tin.
Op Tracy Eiland krijgen de Tracy’s dus onverwacht bezoek. Tin-Tin is verrast Eddy weer eens te zien, maar Alan mag Eddy totaal niet. Vooral niet omdat Tin-Tin als een blok voor hem lijkt te vallen. Virgil en Gordon plagen Alan met het feit dat hij concurrentie heeft.
Inmiddels in Azië heeft Lester, een andere medewerker van Eddy’s bedrijf, verontrustend nieuws. Volgens zijn seismografisch onderzoek vinden er een aantal aardverschuivingen plaats in de buurt van de kloof die Eddy en zijn team hebben aangelegd. Met een heli-jet gaan ze een kijkje nemen, en hun ergste vermoeden wordt bevestigd. De regenbuien en de aardverschuivingen zullen in korte tijd de kloof weer geheel dichtgooien en het project zwaar vertragen. Wanneer Eddy het nieuws hoort, vertrekt hij meteen zonder zelfs gedag te zeggen tegen Tin-Tin. Deze blijft verdrietig en kwaad achter.
Terug in Azië krijgen Eddy en Bob ruzie over wat nu te doen. Bob zou het liefst uitstel aanvragen en wachten tot na het regenseizoen, maar Eddy wil hier niets van weten. Het is immers hun eerste grote contract. Als ze nu om uitstel gaan vragen, zal het bedrijf failliet gaan. Eddy heeft het plan om met explosieven de top van de berg op te blazen zodat deze van de kloof afvalt in plaats van erop. Bob vindt dit te gevaarlijk. Er vinden nog altijd aardverschuivingen plaats. Een zo’n verschuiving kan de boel vroegtijdig doen ontploffen.
Ondertussen op Tracy Eiland heeft Alan zijn eigen problemen. Hij probeert Tin-Tin op te vrolijken na Eddy’s vertrek (en daarmee weer haar aandacht te krijgen), maar zijn pogingen halen niets uit. Oma belooft hem een handje te zullen helpen.
Die nacht gaat Eddy, tegen alle adviezen van Bob in, met een lading explosieven de berg op terwijl al zijn collega’s slapen. Op strategische plaatsen boort hij gaten en brengt de explosieven aan. Ondertussen gaat in het hoofdkwartier een alarm af omdat de seismograaf een extra grote aardverschuiving registreert. Wanneer de andere medewerkers wakker worden, wordt Eddy’s afwezigheid opgemerkt. Bob weet Eddy via de radio op te roepen en waarschuwt hem voor de komende aardverschuiving. Het enige wat hij hiermee bereikt is dat Eddy besluit de explosieven meteen tot ontploffing te brengen, hoewel zijn truck er nog bijna bovenop staat. Eddy’s plan slaagt en de top van de berg valt inderdaad van de kloof af. De kloof, en daarmee het project, zijn nu veilig. Helaas heeft de explosie de truck van Eddy naar de rand van een richel geslingerd, waar hij nu gevaarlijk balanceert op de rand. Eddy zit nog steeds in de truck maar kan niet bewegen omdat hij dan de truck uit balans zou brengen. Tot overmaat van ramp heeft hij nog steeds een krat explosieven aan boord. Als de truck in de afgrond stort, zal de hele boel ontploffen.
Bob roept International Rescue op. Scott twijfelt echter of ze wel kunnen helpen aangezien Eddy hun van gezicht kent. Jeff besluit dat International Rescue geen enkele oproep negeert en stuurt Scott, Virgil en Alan eropuit met Thunderbirds 1 en 2. Terwijl ze onderweg zijn, maakt Oma Tin-Tin wijs dat Alan ziek is maar ondanks zijn ziekte per se mee wilde.
In de gevarenzone schiet Scott vanuit Thunderbird 1 een paar metalen pennen in de bergwand boven de truck om de vallende stenen tegen te houden. Thunderbird 2 arriveert en probeert de truck op te pakken met zijn magnetische klemmen. Bob en zijn team zijn erg onder de indruk van de Thunderbirdmachines. De turbulentie van zijn straalmotoren is echter al genoeg om de truck uit balans te brengen. Scott gebruikt Thunderbird 1 om de truck te ondersteunen terwijl Virgil en Alan een tweede poging wagen. Dit keer slaagt de actie, maar de truck is te zwaar voor de klemmen en schiet los. Virgil stuurt Thunderbird 2 wat dichter naar een richel zodat Eddy uit de truck kan springen. Vervolgens valt de truck naar beneden en explodeert.
Op de grond wordt Eddy gefeliciteerd met het feit dat hij het project heeft gered. Wanneer Eddy zelf zijn redders wil bedanken, zijn ze alweer vertrokken. Daar Eddy hun gezichten niet heeft gezien, is International Rescues geheim veilig. Tin-Tin belt Alan om haar bezorgdheid te uiten over zijn gezondheid. Alan begrijpt natuurlijk niet waar ze het over heeft, maar zal er met haar over praten als ze weer thuis zijn.

## Rolverdeling

### Reguliere stemacteurs
- Jeff Tracy — Peter Dyneley
- Scott Tracy — Shane Rimmer
- Virgil Tracy — David Holliday
- Alan Tracy — Matt Zimmerman
- Gordon Tracy — David Graham
- John Tracy — Ray Barrett
- Oma Tracy — Christine Finn
- Tin-Tin — Christine Finn
- Kyrano — David Graham

### Gastrollen
- Eddy Houseman — Ray Barrett
- Cheng — David Graham
- Chuck Taylor — Matt Zimmerman
- Monteur — David Graham
- Bob Gray — David Graham
- J.B. Lester — Ray Barrett

## Machines
De machines en voertuigen in deze aflevering zijn:
- Thunderbird 1
- Thunderbird 2
- Thunderbird 5
- Road Construction Vehicle
- Explosives Tractor
- Heli-jet

## Fouten
- De regendruppels op de gezichten van Eddy en de andere wegenbouwers zijn onnatuurlijk groot.
- De eerste poging om Eddy's truck op te pakken mislukt doordat de straalmotoren van Thunderbird 2 de truck dreigen weg te blazen als hij zakt, hoewel Virgil bij de tweede poging zakt met zijn straalmotoren uit.

## Trivia
- Beeldmateriaal van deze aflevering werd gebruikt in de aflevering Security Hazard.
- De Thunderbirds-brandweerwagen uit de aflevering Security Hazard is hetzelfde voertuig als de Gray & Houseman Explosives Tractor uit deze aflevering.
- Het Gray & Houseman Road Construction-voertuig verscheen ook in de aflevering Atlantic Inferno, maar dan geel in plaats van rood.
- De Bob Gray-pop werd ook gebruikt voor Cravitz in Atlantic Inferno.
- Hoewel Brains wel even te zien is in deze aflevering (hij schaakt tegen Gordon), heeft hij geen dialoog.
- In deze aflevering kunnen de magnetische grijpers de truck zeer lastig tillen, terwijl het tillen van de Monorail uit Brink of Disaster geen enkel probleem was.
- De naam van wegenbouwer Eddy Houseman is wellicht afkomstig van Georges-Eugène Haussmann die de boulevards van Parijs aanlegde.